# Referéndum constitucional de Mauritania de 1958
Un referéndum constitucional para aprobar una nueva constitución en Francia tuvo lugar en Mauritania el 28 de septiembre de 1958 como parte de un referéndum más amplio realizado en la Unión Francesa. La nueva constitución vería al país volverse para de la nueva Comunidad Francesa de ser aprobada, o resultaría en la independencia si era rechazada. La constitución fue aprobada por el 94,04% de los electores.

## Resultados
| Opción                              | Votos   | %     |
| ----------------------------------- | ------- | ----- |
| A favor                             | 302 018 | 94,04 |
| En contra                           | 19 126  | 5,96  |
| Votos en blanco/nulos               | 1 307   | –     |
| Total                               | 322 451 | 100   |
| Electores registrados/participación | 382 870 | 84,22 |
| Fuente: Direct Democracy            |         |       |